# 齋藤久美子
齋藤 久美子（さいとう くみこ、1977年6月14日 - ）は、日本の女優、振付師。千葉県出身。
アクロバットダンスカンパニー「G-Rockets」に所属。
特技はダンス。
演技はロックミュージカル『BLEACH』で初挑戦。
またこのロックミュージカル『BLEACH』で、普段は猫の姿に化けている夜一役を演じているが、
本人も自身のブログで自分が猫に似ていることに度々触れている。

## 出演作品

### 舞台
- G-Rocketsの自主公演作品、参加舞台作品。
- ROCK MUSICAL BLEACH - 四楓院夜一 役
  - ROCK MUSICAL BLEACH The Dark of The Bleeding Moon（2006年8月）
  - ROCK MUSICAL BLEACH the LIVE 卍解SHOW code001（2007年1月）
  - ROCK MUSICAL BLEACH No Clouds in the Blue Heavens（2007年3月 - 4月）
  - ROCK MUSICAL BLEACH DX
    - ROCK MUSICAL BLEACH THE ALL（2008年3月）
    - the LIVE "卍解SHOW code：002"（2008年3月）

  - ROCK MUSICAL BLEACH the LIVE "卍解SHOW code：003"（2010年1月）
- 劇団†勇壮淑女vol.1「新装開店危機三発BAR黒髭」（2007年5月）[1]
- 舞台『空中ブランコ』（2008年4月）
- 劇団†勇壮淑女vol.2「ハギトル」（2008年7月）[1]
- ACCIDENTS（2009年2月）[2]
- 劇団†勇壮淑女公演vol.4「ボンゴレロッソ」（2010年4月）[1]
- 地球ゴージャスプロデュース公演Vol.12「海盗セブン」（2012年3月 - 5月（5都市））[3]
- 劇団†勇壮淑女公演vol.7「愛して紅～純情地獄爆走伝説～」（2013年2月 - 3月）[1]
- SETブレーメンプロデュースvol.2「死に神」（2013年8月）[4]
- 美少女戦士セーラームーン -La Reconquista-（2013年9月）[5] - レムレスたちの一人
- 美少女戦士セーラームーン -Petite Étrangère-（2014年8月 - 9月（東京）、2015年1月（上海公演））[6][7] - ドロイドたちの一人
- PINK DRUNK第9回公演「ワンダリング」（2015年12月）[8]
- 剣豪将軍義輝～星を継ぎし者たちへ～（2017年6月）[9]
- 乃木坂46版 ミュージカル美少女戦士セーラームーン（2018年6月 - 9月（2会場））[10] - アンサンブル
- 舞台「鉄コン筋クリート」（2018年11月）[11] - 朝 役